# Mireille (album)
Pour les articles homonymes, voir Mireille.
Albums de Dick Annegarn
Polymorphose
(1974) Anticyclone
(1976)
Mireille est le nom donné au troisième album de Dick Annegarn, sorti en 1975. Ses trois premiers albums ne portant pas de titre, le chanteur les désigne sous le nom du premier titre.
Toutes les chansons sont écrites et composées par Dick Annegarn.
Mireille raconte l'histoire tragicomique d'une mouche.
Le mélancolique Coutances a été utilisé pour la bande originale du film La Science des rêves de Michel Gondry.

## Liste des titres
| No  | Titre                 | Durée |
| --- | --------------------- | ----- |
| 1.  | Mireille              |       |
| 2.  | Maison à vendre       |       |
| 3.  | Hé hé hé              |       |
| 4.  | Paladin braconnier    |       |
| 5.  | Coutances             |       |
| 6.  | Nicotine queen        |       |
| 7.  | Golda                 |       |
| 8.  | Les enfants           |       |
| 9.  | L'égotiste            |       |
| 10. | Dodo, je t'aime twist |       |

## Arrangements
- Jacques Denjean pour "Paladin braconnier", "Coutances" et "Les enfants"
- Albert Marcœur pour "Nicotine Queen" et "Golda"
- Jean Musy pour "Mireille"